# Odisseu
Odisseu (em grego:  Οδυσσεύς, transl.: Odysséus) ou Ulisses (em latim: Ulysses ou Ulixes) foi, na mitologia grega e na mitologia romana um personagem da Ilíada e da Odisseia, de Homero. É a personagem principal dessa última obra, e uma figura à parte na narrativa da Guerra de Troia. É um dos mais ardilosos guerreiros de toda a epopeia grega, mesmo depois da guerra, quando do seu longo retorno ao seu reino, Ítaca, uma das numerosas ilhas gregas.

## Origens
Herói grego, Odisseu era rei de Ítaca e filho de Laerte e Anticleia. Seu pai era filho único de Arcésio e sua mãe era filha de Autólico, um famoso ladrão.
Quando Tíndaro viu que havia vários pretendentes para sua filha Helena, Odisseu sugeriu que todos os pretendentes jurassem defender o escolhido de qualquer mal que fosse feito contra ele; só então Tíndaro escolheu Menelau para casar com Helena, e fez Icário, seu irmão, casar Penélope, filha de Icário, com Odisseu. Daí a amizade existente entre Menelau, seu irmão Agamemnon e Odisseu.
Da união com Penélope nasceu Telêmaco, seu querido filho, do qual teve de se afastar muito cedo para lutar ao lado de outros nobres gregos em Troia. Foi um dos elementos mais atuantes no cerco de Troia, no qual se destacou principalmente por sua prudência e astúcia.    

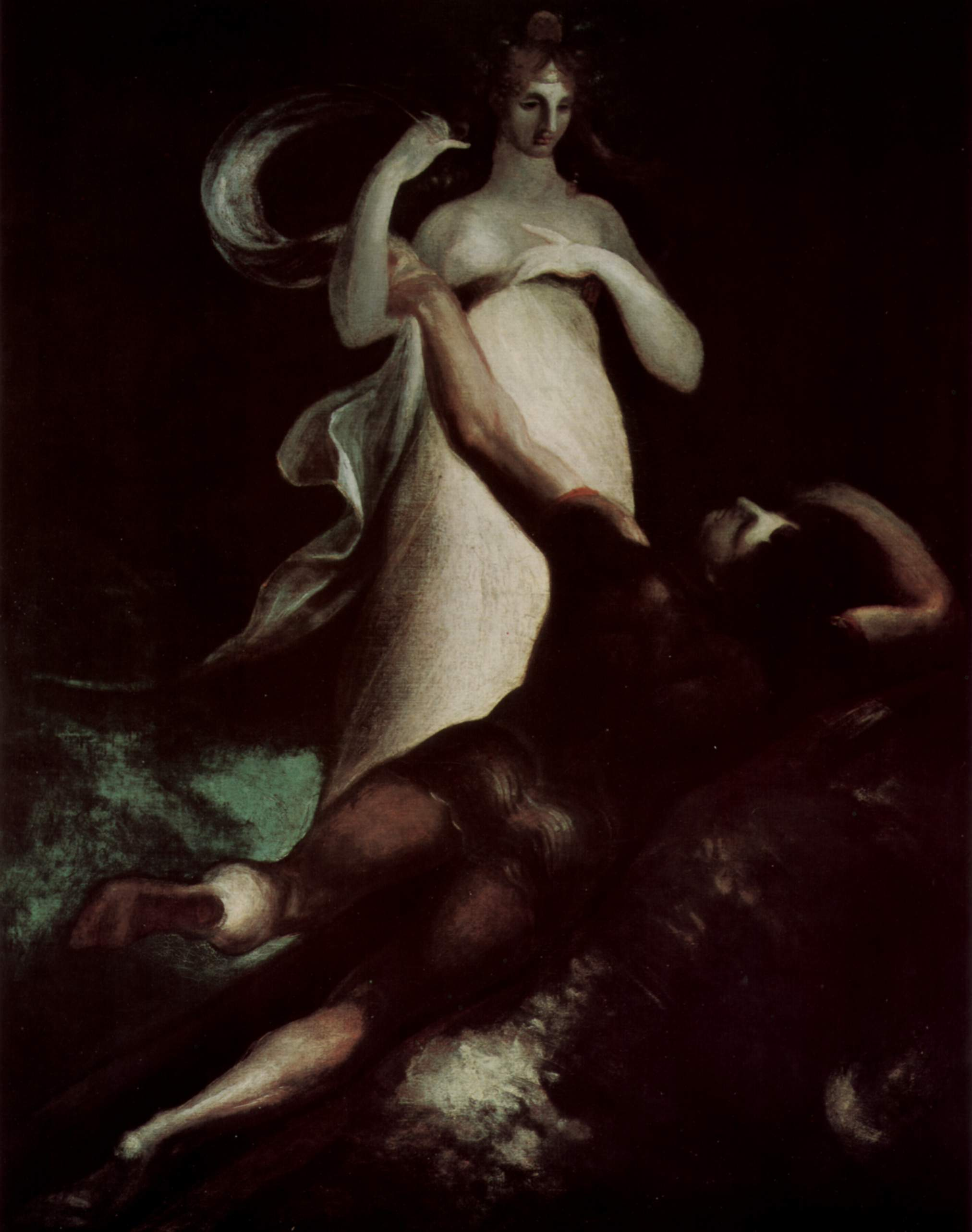
O naufrágio de Odisseu
Johann Heinrich Füssli, 1803

Durante a Guerra de Troia, os gregos venceram muitas batalhas a conselho de Odisseu, sendo este mesmo um grande guerreiro, apesar de sua baixa estatura (algumas lendas diziam mesmo que era anão). Tentou convencer Aquiles a cessar sua ira contra Agamemnon, ao lado de Ájax, filho de Télamo e de Fênix, filho de Amintor, mas sem obter sucesso.
Um de seus mais famosos ardis foi ajudar na construção de um cavalo de madeira, que permitiu a entrada dos exércitos gregos na cidade. Aliás, a estratégia foi sua.
Após a derrota dos troianos, ele iniciou uma viagem de dez anos de volta para Ítaca onde a sua mulher o espera com uma fidelidade obstinada, apesar da demora. Essa viagem mereceu a criação por Homero do poema épico Odisseia, na qual são narradas as aventuras e desventuras de Odisseu e sua tripulação desde que deixam Troia, algumas causadas por eles e outras devido à intervenção dos deuses. 
Quando cegaram o ciclope Polifemo, despertaram a ira de Posídon, que os atormentou por anos. Depois, ainda tentado voltar para Ítaca, acabou indo para a ilha de Calipso, uma mulher que o aprisionou em sua ilha durante anos e não o soltaria de lá até que ela se casasse com ele. Porém, ele não aceitou, e ficou vários anos na ilha, até que Hermes, Deus mensageiro, apareceu para a deusa Calipso e deu ordens de Zeus a ela, ordenando que Odisseu fosse libertado, assim a deusa o ajudou a construir uma jangada, para que continuasse o seu caminho rumo a terra pátria.   
Com a ajuda de Zeus e de outros deuses, Odisseu chegou a casa sozinho para encontrar sua esposa Penélope, importunada por pretendentes. Disfarçado como mendigo, primeiro verificou se Penélope lhe era fiel e, em seguida, matou os pretendentes à sua sucessão que a perseguiam, limpando o palácio. Com isso, iniciou-se uma batalha final contra as famílias dos homens mortos, mas a paz foi restaurada por Atena.